# ویلبرورد اسنلیوس
ویلبرورد اسنلیوس (هلندی: Willebrord Snellius؛ ۱۳ ژوئن ۱۵۸۰ – ۳۰ اکتبر ۱۶۲۶) یک فیزیک‌دان ریاضی‌دان اهل هلند بود. وی با با ابداع قانون اسنل در اپتیک شناخته شده‌است. اگرچه احتمالاً این قانون اولین بار توسط ابن سهل کشف شده‌است. دهانه‌ای در ماه به افتخار وی اسنلیوس نام‌گذاری شده‌است.

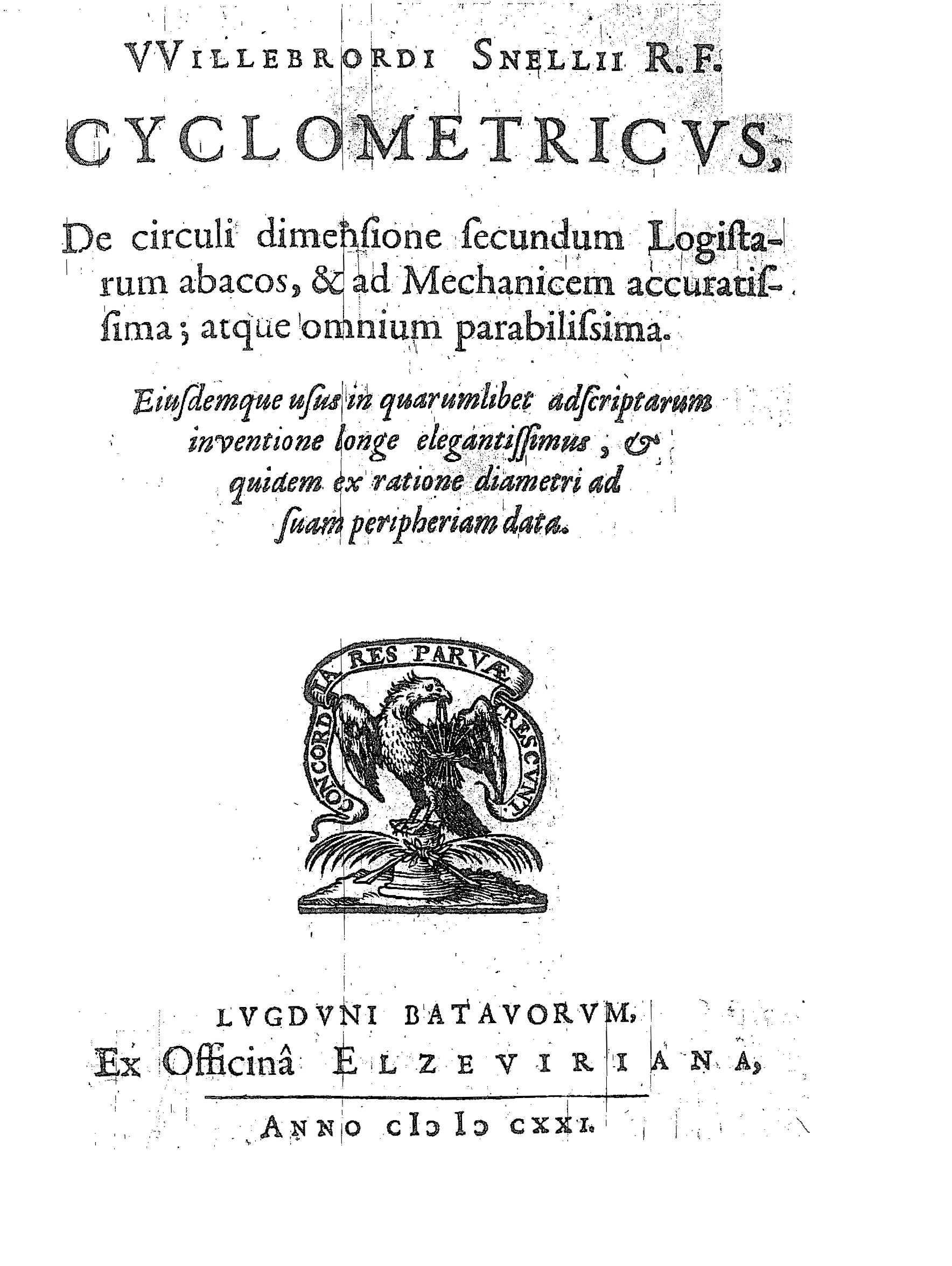
Cyclometricus, 1621